# Elecciones de México de 2024
| Todo el país: Presidente, diputados federales y senadores Gobernador, diputados locales y ayuntamientos o alcaldías | Diputados locales y ayuntamientos Diputados locales Ayuntamientos |

Las elecciones de México de 2024 son el conjunto de elecciones realizadas el 2 de junio de 2024 por el Instituto Nacional Electoral (INE) y los Organismos Públicos Locales de Elecciones (OPLE) para renovar los cargos de elección popular en los poderes Ejecutivo y Legislativo de la Federación, así como diversos cargos en 30 entidades federativas de México en el año 2024.
Han sido nombradas como «el proceso electoral más grande en la historia de México», debido a la coincidencia de comicios federales y locales, aunado al padrón electoral más extenso en la historia del país.
El INE estima que la cantidad de potenciales votantes alcanzará los 98 millones, cifra sin precedentes en México. La relevancia de estas elecciones también radica en la cantidad de cargos a disputarse, superando los 20 mil a nivel federal y local.

## Elecciones federales
A nivel federal, se llevará a cabo la renovación de la presidencia de la República, así como de las dos cámaras del Congreso de la Unión: el Senado, compuesto por 128 integrantes, y la Cámara de Diputados, con 500 miembros. Estas elecciones son organizadas en su totalidad por el Instituto Nacional Electoral.

## Elecciones locales
En el ámbito local, la totalidad de los estados del país celebrarán elecciones. Nueve entidades federativas renovarán sus gubernaturas, mientras que 31 estados renovarán sus congresos locales. En el plano municipal, 30 estados renovarán sus alcaldías, abarcando aproximadamente 1900 municipios. Las elecciones serán organizadas por los Organismos Públicos Locales de Elecciones de cada entidad en coordinación con el Instituto Nacional Electoral.

### Elecciones a gobernador y jefe de gobierno
Nueve entidades federativas tendrán elecciones del titular del Poder Ejecutivo Local, con ocho entidades de la República eligiendo gobernadores y una entidad de la República eligiendo jefe de gobierno: 
| |  | Con elección de Gobernador (8) Con elección de Jefe de Gobierno (1) Sin elección de titular del Poder Ejecutivo Local (23) |
| Elección por estado                                                                                         |  | |
| \| - Chiapas - Guanajuato - Jalisco - Morelos - Puebla - Tabasco - Veracruz - Yucatán - Ciudad de México \| |  | |
| - Chiapas - Guanajuato - Jalisco - Morelos - Puebla - Tabasco - Veracruz - Yucatán - Ciudad de México       |  | |

### Elecciones a congresos locales
31 de las 32 entidades federativas (con excepción de Coahuila) renuevan su congreso local. 

### Elecciones municipales
30 de las 32 federativas renuevan sus gobiernos municipales o alcaldías.